# Gérard Coliche
Gérard Émile Jean-Louis Coliche (ur. 17 listopada 1940 w Béziers) – francuski duchowny katolicki, biskup pomocniczy Lille w latach 2009-2017.

## Życiorys

### Prezbiterat
Święcenia kapłańskie otrzymał 20 grudnia 1969 i został inkardynowany do archidiecezji Lille. Przez wiele lat pracował jako asystent Akcji Katolickiej w różnych rejonach archidiecezji. W latach 1993–2001 piastował urząd wikariusza biskupiego dla rejonu Dunkerque, zaś w kolejnych latach odpowiadał w diecezji za apostolstwo świeckich oraz za środki społecznego komunikowania.

### Episkopat
9 lipca 2009 papież Benedykt XVI mianował go biskupem pomocniczym archidiecezji Lille, ze stolicą tytularną Alet. Sakry biskupiej udzielił mu 27 września 2009 arcybiskup Lille - Laurent Ulrich.
22 lutego 2017 ze względu na wiek został zwolniony z posługi biskupa pomocniczego.